# Переулок Мортена Тротзига
Переу́лок Мо́ртена Тро́тцига (швед. Mårten Trotzigs gränd) — переулок в «Старом городе» (швед. Gamla stan) Стокгольма. Переулок получил своё окончательное название в 1949 году.
Ширина всего в 90 см делает его самым узким переулком в Стокгольме. Своё имя переулок получил в честь немецкого торговца Мортена Тротцига (швед. Mårten Trotzig), который иммигрировал в Швецию в 1581 году и покупал недвижимость на этом переулке в 1597, 1599 и 1600 годах.
В средние века этот переулок, возможно, назывался Тронгсюнд (швед. Trångsund). В 1544 он упоминается как «узкий лестничный переулок», а в 1608 году — как «Лестничный переулок» (швед. Trappegrenden). Имя Мортена Тротцига переулок получил не позднее 1733 года, когда на карте Петруса Тилаюса (швед. Petrus Tillaeus) его обозначили как переулок Тротца (швед. Trotz gränd). В середине 1800-х годов переулок закрыли забором в обоих направлениях и открыли снова только в 1945 году.
Переулок Мортена Тротцига включает в себя лестницу из 36 ступенек, которые ведут с Престгатан (швед. Prästgatan) вниз к Вестерлонггатан (швед. Västerlånggatan) возле Йернторьет (швед. Järntorget).